# Statisztikus mechanika
A statisztikus mechanika a valószínűségszámítás eszközeivel vizsgál mechanikai problémákat. A makroszkópikus rendszerek tulajdonságait a mikrovilág (atomok, molekulák) szabályszerűségeiből vezeti le. így a termodinamika eredményei is a mikroszintű mechanikai és statisztikai törvények teljesüléseként értelmezhetőek. Lehetővé válik, olyan termodinamikai mennyiségek értelmezése, mint a munka, hő, szabadenergia, entrópia stb.
A statisztikus termodinamika egyik megalapítójának az osztrák Ludwig Boltzmannt tekinthetjük, az ő nevéhez fűződik az entrópia statisztikus bevezetése. Magát a statisztikus mechanika kifejezést James Clerk Maxwell használta először (1871). Az amerikai Gibbs ehelyett a statisztikus termodinamika kifejezés használatát javasolta.

## Áttekintés
A statisztikus termodinamika alapvető kérdése, hogy adott mennyiségű energia hogyan oszlik el egyenlő rendszerek között. A termodinamikai jellemzők származtatásához általában a kvantummechanika összefüggéseit használják. Alapvető mennyiségek a Boltzmann-tényező és az állapotösszeg.

## Története
1738-ban a svájci fizikus, Daniel Bernoulli megjelentette Hydrodynamica című művét, amelyben lefektette a kinetikus gázelmélet alapjait. Szerinte, és ez modell ma is érvényes, a gázok nagyszámú részecskéből állnak, és minden irányban mozognak. Hatásuk egy felületre okozza a gáznyomást, és hő nem más, mint a részecskék mozgási energiáinak az összege.
1859-ben a skót James Clerk Maxwell olvasta Rudolf Clausius értekezését a molekulák diffúziójáról. Ezt felhasználva megalkotta a részecskék sebességeloszlást megadó Maxwell-eloszlást. Ez volt a statisztikus fizika első törvénye. Öt évvel később Boltzmann, mint ifjú fizikus Bécsben olvasta Maxwell munkáját a témáról, és ez annyira megragadta képzeletét, hogy a rendkívüli sikerekben gazdag életének jelentős részét a tárgy további elemzésével, fejlesztésével töltötte. Ő szokták a statisztikus fizika atyjának tekinteni, hiszen ő vezette le a tárgyban központi jelentőségű összefüggést az entrópia S és az állapotszám Ω (azon mikroállapotok száma, amelyekhez ugyanaz a makroállapot tartozik egy bizonyos rendszerben) között ({\displaystyle S=\ln \Omega }).
Így a statisztikus fizika alapjai olyan személyek munkáin nyugszanak mint Clausius, Maxwell, Boltzmann, Max Planck és Williard Gibbs, akik az ideális gázok leírására a statisztikus módszereket és/vagy a kvantumelmélet eredményeit használták.

## Alapvető problémák
- A bolyongási probléma
- Részecske-rendszerek statisztikus leírása
- Termodinamikai jellemzők be- és levezetése: egyensúly feltétele, hőkapacitás, entrópia, fajhő, szabadenergia stb.
- Ideális és nem ideális gáz jellemzése
- Mágnesesség magyarázata
- Nem-egyensúlyi statisztikus fizika
- Kvantumgázok elmélete stb.

Az entrópia statisztikus definíciója:
{\displaystyle S=k_{B}\ln \Omega \!}, ahol:
kB a Boltzmann-állandó 1,38066 · 10−23 J K−1,
{\displaystyle \Omega \!} pedig a lehetséges mikroállapotok száma a megfigyelt makroállapotban.